# Plougasnou
Plougasnou è un comune francese di 3 382 abitanti situato nel dipartimento del Finistère nella regione della Bretagna.

## Società

### Evoluzione demografica
Abitanti censiti